# Castello di Lowther
Il castello di Lowther (in inglese Lowther Castle) è uno storico edificio realizzato nello stile di un castello medievale del villaggio inglese di Lowther, nella contea della Cumbria (Inghilterra nord-occidentale), realizzato nella forma attuale tra il 1806 e il 1814 su progetto dell'architetto Robert Smirke (ma le cui origini risalgono al XIV secolo) e che fu di proprietà della famiglia de Lowther, poi conti di Lonsdale.
L'edificio è classificato come palazzo di secondo grado.

## Storia

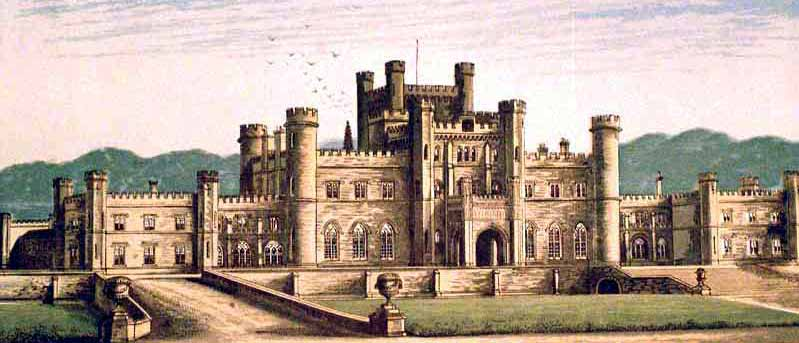
Il castello di Lowther in un disegno del 1880

La tenuta su cui sorge l'edificio, costituita da un parco di 200 acri nei pressi del fiume Lowther, divenne di proprietà della famiglia Lowther a partire dalla metà del XII secolo. Nel XIV secolo, re Edoardo III d'Inghilterra concesse a Sir Hugh de Lowther di fortificare il parco e venne quindi eretto in loco un motte e bailey. All'edificio venne poi aggiunta una torre nel corso del XVI secolo.
Nel 1691, la fortezza originaria venne rimpiazzata da una residenza in stile giacobiano, residenza che però ebbe vita breve, dato che nel 1718 andò quasi completamente distrutta a causa di un devastante incendio.
Quasi novant'anni dopo, nel 1806, il I conte di Lonsdale incaricò l'architetto Robert Smirke di realizzare una nuova residenza nello stile di un castello medievale che incorporasse le rovine dell'edificio preesistente. Per il giovane Smirke, si trattò del primo incarico importante della sua carriera.
I lavori di costruzione della nuova residenza, che includeva al suo interno 260 stanze, durarono otto anni.
Nel 1935 o 1936, la residenza venne chiusa al pubblico e requisita dall'esercito britannico che la utilizzò nel corso della seconda guerra mondiale.
In seguito, dopo che nel 1957 James, VII conte Lonsdale, avev fatto rimuovere il tetto dell'edificio, il castello di Lowther cadde progressivamente in uno stato di rovina fino a quando non venne acquisito da una fondazione che operò un'opera di restauro costata 9 milioni di sterline che ne permise la riapertura al pubblico nel 2011,

## Architettura

### Esterni
L'edificio è a tre piani e la facciata è adornata da finestre in stile Tudor.
La residenza è circondata da giardini realizzati in varie epoche e che portano la firma di architetti quali Capability Brown, Colen Campbell e William Gilpin.
La parte più antica dei giardini è rappresentata dallo Yew Avenue, il "viale dei tassi", risalente al XVII secolo, accanto alquale si trova un pineto del XIX secolo con cedri, cicute e conifere. Altri punti d'interesse sono il Rock Garden, un giardino fiorito con un laghetto, e l'Escapement Walk, dove si trova una casa per le vacanza realizzata nel 1897 in occasione del giubileo della regina Vittoria.